# ジーンLINE
『ジーンLINE』は、2018年4月27日よりKADOKAWAが「LINEマンガ」上で提供している漫画レーベル。
『月刊コミックジーン』とLINEマンガの共同プロジェクトであり、同サイトでの独占配信を経て「ジーンLINEコミックス」より順次書籍化されている。
KADOKAWAがLINEマンガ向けに立ち上げた初のレーベルである。

## 現在の連載作品
| 作品名                                | 作者     | 開始日         | 備考 |
| ------------------------------------- | -------- | -------------- | ---- |
| 村井の恋外伝 グレートツインバスターズ | 島順太   | 2023年10月23日 |      |
| とある女優の最愛                      | 森永ミク | 2024年10月22日 |      |
| エセスパダリには屈さない!             | ムノ     | 2024年12月14日 |      |

## 過去の連載作品
| 作品名                                      | 作者 | 開始日        | 終了日         | 備考                   |
| ------------------------------------------- | --- | ------------- | -------------- | ---------------------- |
| ほしとんで                                  | 本田 | 2018年4月27日 | 2021年8月6日   |                        |
| 初恋無双                                    | 深水チロリ | 2018年4月28日 | 2019年6月8日   |                        |
| ぼんくら陰陽師の鬼嫁                        | acca（漫画） 秋田みやび（原作） しのとうこ（キャラクター原案）                                                       | 2018年4月29日 | 2019年5月26日  |                        |
| さんさん桜                                  | くらの | 2018年4月30日 | 2019年3月18日  |                        |
| 栗栖ちゃんと尾望さん                        | 十久かな | 2018年5月1日  | 2019年4月2日   |                        |
| 抑死者                                      | あららぎ菜名 SUNPLANT（原作協力）                                                                                    | 2018年5月2日  | 2019年3月13日  |                        |
| 追いつけないし戻れない                      | 杜若わか | 2018年5月3日  | 2019年5月2日   |                        |
| マイ ベイカー                               | らくだ | 2018年5月4日  | 2019年6月28日  |                        |
| 神経内科医と乙女ゲーマー                    | 苺おとめ | 2018年5月5日  | 2019年7月27日  |                        |
| ブラザー・トラップ                          | 日向きょう | 2018年6月21日 | 2023年3月9日   |                        |
| 極貧JKと人外紳士                            | つごもり | 2018年5月6日  | 2019年3月24日  |                        |
| 顔面偏差値で恋したい!                       | 会火漫画 | 2018年5月7日  | 2019年5月27日  | 騰訊動漫連載作の翻訳版 |
| 結婚しません。                              | 大鬼 | 2018年5月8日  | 2018年7月31日  | 騰訊動漫連載作の翻訳版 |
| デスライブ!                                 | 良筑良作武漢部落、翻翻動漫（著者） 小雅（企画）、橘花散里（監修） LANNI（原画）、喬吾（シナリオ） 小蜜（編集責任）   | 2018年5月9日  | 2019年6月26日  | 騰訊動漫連載作の翻訳版 |
| 迷都                                        | 天津動漫堂（著者） 王鵬（監修）、肖寛（キャラクター原画） 皓月（編集責任）、故郷 安彦高（企画） Samuel.S（シナリオ） | 2018年5月10日 | 2019年7月23日  | 騰訊動漫連載作の翻訳版 |
| 村井の恋                                    | 島順太 | 2018年6月18日 | 2022年6月13日  |                        |
| お見合いターミネーター                      | 段瀟瀟、魚骨頭動漫                                                                                                   | 2018年10月6日 | 2019年6月29日  | 騰訊動漫連載作の翻訳版 |
| 愛しの故・シャーロット                      | 奈川トモ | 2019年1月26日 | 2020年1月11日  |                        |
| 華ちゃんと咲季くん                          | あしや稚浩 | 2019年3月4日  | 2020年5月19日  |                        |
| 如夢令〜偽りの花嫁〜                        | HAO JIASI（著者） VIGOR COMIC（制作）、XIAOMI（編集）                                                                | 2019年9月3日  | 2020年1月14日  | 騰訊動漫連載作の翻訳版 |
| 最果てリセット                              | 瀬田ハルヒ | 2019年9月13日 | 2021年2月19日  |                        |
| 不本意ですが、竜騎士団が過保護です          | 木虎こん（漫画） 乙川れい（原作） くまの柚子（キャラクター原案）                                                     | 2020年2月2日  | 2021年3月14日  |                        |
| 花ざかり平安料理絵巻 桜花姫のおいしい身の上 | 七生（漫画） 来栖千依（原作） ゆき哉（キャラクター原案）                                                             | 2020年6月5日  | 2021年4月16日  |                        |
| 君ノ声                                      | 森永ミク | 2020年6月30日 | 2024年1月2日   |                        |
| だって先生だから                            | 木林静 | 2021年6月30日 | 2022年10月19日 |                        |
| 201号室のおとなりさん                       | 日向きょう | 2023年1月5日  | 2024年7月18日  |                        |
| やぶさかではございません                    | Marita | 2023年3月2日  | 2024年7月18日  |                        |
| 初恋オーバードーズ                          | amai | 2023年12月8日 | 2025年1月3日   |                        |

## 映像化作品

### アニメ化
| 作品     | 放送年 | アニメーション制作 | 備考 |
| -------- | ------ | ------------------ | ---- |
| 村井の恋 | 2024年 | J.C.STAFF          |      |

### 実写化
| 作品                     | 年     | 備考 |
| ------------------------ | ------ | ---- |
| マイ ベイカー            | 2020年 |      |
| 村井の恋                 | 2022年 |      |
| ブラザー・トラップ       | 2023年 |      |
| やぶさかではございません | 2025年 |      |